# Astrahanska oblast
Astrahanska oblast (rusko Астраха́нская о́бласть) je oblast v Rusiji v Južnem federalnem okrožju. Na severu meji z Volgograjsko oblastjo, na vzhodu s Kazahstanom, na jugu na Kaspijsko jezero in na zahodu z republiko Kalmikijo. Ustanovljena je bila 27. decembra 1943.